# Shark Island
Shark Island es una banda de glam metal estadounidense de Los Ángeles, California, Estados Unidos, que se formó en 1986. y se reformó en 2017 y actualmente gira clubes y festivales de metal para el cabello en Europa. La banda es conocida principalmente por su álbum de "éxito de culto", Law of the Order (Ley de la Orden.)

## Historia

### 1979–1982: Sharks
Los tiburones comenzaron en 1979 por el vocalista Rick Czerny y el guitarrista principal, Spencer Sercombe. Czerny y Sercombe se reunieron en secundaria jugando juntos y comenzaron a escribir material original. Spencer finalmente comenzó a trabajar para guitarras B.C. Rich. Mientras trabajaba en B.C. Rich, Spencer tenía una mano en el diseño de una de sus guitarras más populares, The Warlock.
La banda practicaba desde una pequeña casa en una zona comercial de Arcadia en la calle Santa Clara. Las paredes del estudio estaban llenas de botellas vacías de Mickey's Big Mouth, la cerveza oficial Sharks y la inspiración detrás del logotipo original de la banda. La banda fue completada por el baterista Dave Bishop y el bajista Jim Volpicelli.
La banda original de Czerny, Sercombe, Volpicelli y Bishop lanzó un álbum independiente llamado Altar Ego en 1982. Este álbum fue producido por Jerry Tolman, y destacado organista Mike "The Fin" Finnegan. Ambos habían trabajado con Stephen Stages. El productor ejecutivo fue Jeff Willmitt. Fue grabado en ese estudio en North Hollywood.
Así como Altar Ego, Tiburones lanzó tres individuales. La primera era una única "triple forma fina" 45, que al insertarse en la chaqueta, cortaba a través de la imagen del océano en la cubierta. El lado A era "Hermana del niño" y el lado B era "Tu coche o el mío". Ambos fueron registrados en Mystic Studios en Hollywood, CA. "Oye" fue un single en vivo registrado el 10 de mayo de 1981, en The Ice House en Pasadena, la ciudad natal de Sharks. Al otro lado estaba el "Bang a Gong" de Mark Bolan. El productor ejecutivo de ambos 45 fue Jeff Willmitt. La obra de "Hey" incluyó una manga negra de 45 rpm con "Live Sharks" en la parte superior en letras rojas en negrita con tres sellos USDA que dicen, "Garantizado En Vivo" en la parte superior del sello. "Embalado en su propio jugo" estaba en la parte inferior del sello.
En medio del sello dijo: "U.S.D.A. Shark Meat Choice" parece un sello real de EE. UU. La otra era "Soy Electric" que tenía una máquina de tambor en lugar de Bishop tocando tambores reales y vivos. En la parte trasera de ese single está "Santa Claus está llegando a la ciudad". Las letras son sustituidas y grabadas con la canción del sacerdote Judas Priest, Heading Out to the Highway ("Saliendo a la autopista").
No se creó ninguna obra de arte para este segundo. Esto fue considerado un "recuerdo" y fue entregado a los fans cuando Sharks encabezaba. A menudo, Sharks se puso a disposición después de sus actuaciones a decenas de fans que querían, y en cierto modo exigieron, autógrafos para estos mismos "souvenirs".
Durante esos años, Sharks se convirtió en una de las bandas más populares para salir de la escena de metal de Los Ángeles. La escena de Hollywood estaba viva esos años, y The Sharks compartió facturas con varios actos de metal pesado como Mötley Crüe, Silent Riot, y The Michael Schenker Group (UFO) en lugares como The Whiskey, The Icehouse, The Roxy o The Troubadour The Starwood.
Rick Czerny, quien más tarde cambió su nombre a Richard Black, tuvo sus movimientos escénicas únicos y distintivos que influyeron en Axl Rose. Dave Bishop era el baterista de los tiburones mientras disfrutaban de la altura de su popularidad en Hollywood. Bishop usó varias formas y tamaños de campana. Su batería tenía mandíbulas de tiburón sujetadas a su tambor bajo frente a la multitud. Jim Volpicelli manejó la guitarra bajo. Uno de los mandriles de Volcipelli tenía la cabeza y los dientes de tiburón pintados cerca de los pomos de control. Las voces de Volpicelli eran fuertes y melódicas trayendo un sonido muy diferente a los tiburones.

### 1985–1986: Cambio de nombre yS'cool Buss
En 1985, Sharks cambió su nombre por Shark Island. Se convirtieron en la banda de la casa de Gazzari en la Sunset Strip.  El propietario Bill Gazzari ayudó a producir una portada de la canción Frank Sinatra "New York, New York" que apareció en el álbum independiente de la banda, S'cool Buss, en 1986. El lin-up ahora incluía a Richard Black en vocals de plomo, Spencer "Burn" Sercombe en guitarra / vocals, Walt Woodward III (ex-Rachel, Americade) en tambores / vocals, Tom Rucci en bajo / vocals / teclados y Michael Guy en guitarra / bajo. Rick Derringer produjo la mayor parte del álbum y se hicieron 1.200 copias (200 en una tapa roja y 1.000 en color turquesa). "Palacio de Placer" fue el sencillo no oficial de este álbum. La antigua sección de ritmo de Sharks, Jim Volpicelli (bajo) y Dave Bishop (drums) son acreditados con la coescritura de cuatro de las nueve canciones.
Shark Island pudo asegurar un acuerdo de desarrollo de discos. Fueron firmados por A&M Records por un año sin promesa de un contrato récord. Durante este tiempo, el alineamiento continuó cambiando con el baterista Walt Woodward III saliendo para unirse al grito. y la salida del guitarrista K.K. Martin. Rob Pace, de Chicago, se llenó de tambores durante este tiempo. Sercombe también hizo trabajo de estudio con chispas, tocando guitarra en el álbum de diseño interior de la banda de 1988.

### 1989–1994:Ley de la orden, excelente aventura de Bill & Ted ypunto de ruptura
Chris Heilman y el baterista Greg Ellis se unieron en 1989 para grabar y lanzar el primer álbum de la banda: Ley de la Orden. El single, "Paris Call", tenía un video musical elaborado. Randy Nicklaus fue el productor de Epic Records. La energía en vivo de la banda no fue capturada completamente en el estudio.
Con las decepcionantes ventas de CD del álbum y sin promoción de Epic Records, la banda desapareció de la escena con la mayoría de sus miembros uniéndose a otros proyectos. La ley de la Orden fue reeditada en 2004 por la etiqueta independiente francesa, Mala Reputación, como un CD doble. Eso incluyó pistas de bonificación grabadas del 14 de julio de 1989 Día de la Bastilla - Vivo en el Whiskey EP, "Tiempo del Padre" y "Peligroso" de la banda sonora de Bill & Ted de 1989, "My City" de la banda sonora de Point Break de 1991, y LOTO era cortes en vivo, "Spellbound" y "Santuario".
En 1994, la banda intentó reformularse con el nuevo lineamiento de Ricky Ricardo sobre el bajo, Eric Ragno (Takara, Seven Witches) - teclados, Richard Black - voces, Simon Wright (AC/DC, Dio) - tambores y Damir Simic Shine sobre la guitarra.

### 1991–2012: Proyectos en solitario
- Richard Black se unió al supergrupo Contraband en 1991, con Michael Schenker y Bobby Blotzer (Ratt), Share Pedersen (Vixen) y Tracii Gun (L.A. Armas de fuego). Black comenzó una banda llamada Black 13 a mediados de los noventa, pero nunca lanzó ningún disco.  A finales de 2000, se anunció que Black enfrentaría a los cerdos burgueses, una banda compuesta por el guitarrista Michael Guy (ex-Shark Island, Fire, House of Lores) y también con Jake E. Lee (ex-Ozzy Osbourne, Badlands) en la guitarra líder y Tony Franklin (ex-la firma, Blue Kill) en el bajo. Finalmente, la banda se disolvió sin liberar un álbum.
- Spencer Sercombe se unió con la leyenda de la guitarra alemana Michael Schenker y apareció en el álbum acústico MSG 1992 Unplugs Live. En 1993, grabó la Revolución del Amor EP con Jamie Rio And Newmatic Slam.  Se unió a los Riverdogs para una gira europea en 1994 y colaboró con el vocalista de la banda Rob Lamothe en su álbum individual de 1996, Gravity.  El baterista de Sercombe y Riverdogs Ronnie Ciago se unió a la banda en solitario del ex baterista de Black Sabbath Bill Ward, aunque solo Ciago aparece en el álbum Cuando se rompe la rama de Bough Break de 1997. Sercombe también jugó en una banda de homenaje ZZ Top llamada Fandango.  Más tarde se mudó a Alemania, recogiendo el álbum de 2001 de Gigantor, 'Back to the Rockets, and singer/guitarrista Eddie St. James' 2013 release, Street Cry Freedom, con quien también ha hecho espectáculos como dúo de guitarra acústica.
- Greg Ellis abandonó la banda y jugó en la banda de Michael Monroe y en Jerusalem Slim, con Monroe y el guitarrista Steve Stevens. Lanzaron un álbum autotitulado en 1992. Ellis formó el dúo de música mundial Vas con el vocalista iraní Azam Ali, liberando un total de 4 álbumes entre 1997 y 2004. Se enamoró del álbum individual de Steve Stevens 1999, Flamenco A Go-Go. Ellis también ha registrado con Psytrance act Juno Reactor y su propio grupo ambiental, Biomusique, que emitió 10.000 Pasos en 2008.
- Chris Heilman ha estado anteriormente en Tormé y siguió tocando guitarra con Chromosapien con Doni Castello de Burning Tree en voz, bajista Dan Rothchild, anteriormente de Tonic, guitarrista Craig McClose key, y baterista de sesión de LA Dan Potruch.
- Walt Woodward III se unió al Scream y apareció en su álbum debut Let It Scream antes de hacer un stint con la leyenda de guitarra de surf Dick Dale. Volviendo a su Nueva Jersey natal, jugó en varias bandas locales, incluyendo Los analgésicos.  Woodward murió el 8 de junio de 2010 por insuficiencia hepática.

### 2005–2013:Reunión de los Fielesy nuevo lineamiento
En 2005, Shark Island se reunió para grabar varias canciones sin papeles escritas y desvalorizadas para el álbum Collection of the Fieles, producido por el guitarrista Spencer Sercombe con producción adicional de la alemana Villacorta y vocalista Richard Black. El lineamiento contó con Black en voces, Sercombe en guitarras, piano, sintetizador y voces, Christian Heilman en bajo y nuevo baterista, Glen Sobel, ahora con Alice Cooper.  El álbum fue lanzado en Europa en Frontiers Records en 2006 y a través de Manifiesto Music en los Estados Unidos en 2007.
En 2013, Black reunió un nuevo lin-up de Shark Island y jugó un material de la época clásica en Europa incluyendo un espectáculo en Zagreb, Croacia.

### 2019–presente: Nuevo álbum de estudio
En 2019, la banda lanzó un nuevo álbum de estudio, Blood line. El álbum se limitó a una impresión mundial de solo 1111 copias. La familia Shark Island ahora consta de Richard Black (voces), Damir Simic (guitarra), Alen Frjlak (tambores) y miembro de la Isla de Tiburón Christian Heilmann (bajo).  También se da crédito a Marko Karacic (bajo). El linaje fue producido por Alex Kane mezclado por Sylvia Massy. La colección tiene diez canciones originales y una portada de "Política de la Verdad" por Depeche Mode.

## Personal
|  | - Richard Black – lead vocals - Damir Simic – guitar - Alex Kane – guitar - Christian Heilmann – bass - Alen Frljak – drums | - Spencer Sercombe – lead guitar - Greg Ellis – drums - Michael Guy – guitar, bass guitar - Tom Rucci – bass guitar, keyboards, backing vocals - Walt Woodward III – drums - Jim Volpicelli – bass guitar, backing vocals - Dave Bishop – drums - Robert 'RP' Pace – drums |

## Discografía

### Álbumes de estudio
- Altar Ego (1981)
- S'cool Buss (1986)[13]
- Ley de la orden (1989)[1]
- Reunión de los Fieles (2006)[1]
- Linaje (2019)
- Linaje 2.020 (2020)[1]

### PE promocionales
- 14 de julio de 1989 Día de la Bastilla - Vivo en el Whisky (1989)[13]

### Singles
- "Kid Sister" b/w "Your Car or Mine" (1980)
- "Hey" b/w "Get It On" (1981)
- "Soy Electric" b/w "Santa Claus está llegando a la ciudad" (1983)